# Sant Fruitós de Llofriu
Sant Fruitós de Llofriu (o Sant Fructuós de Llofriu) és una església situada al centre del municipi de Llofriu, al Baix Empordà. Està inclosa en l'Inventari del Patrimoni Arquitectònic de Catalunya.
Ja esmentada en un testament de l'any 1121, va dependre del priorat de Santa Anna de Barcelona fins a la desamortització (primer terç del segle XIX). Durant el segle xiv consta documentalment com a depenent de la parròquia de Palafrugell.
L'actual edifici de l'església és obra de mitjan segle xviii, reconstruïda sobre l'antiga d'estil romànic, de la que només en queden els vestigis d'un grup de peces de ferro clavetejades als batents de fusta de la porta.

## Descripció

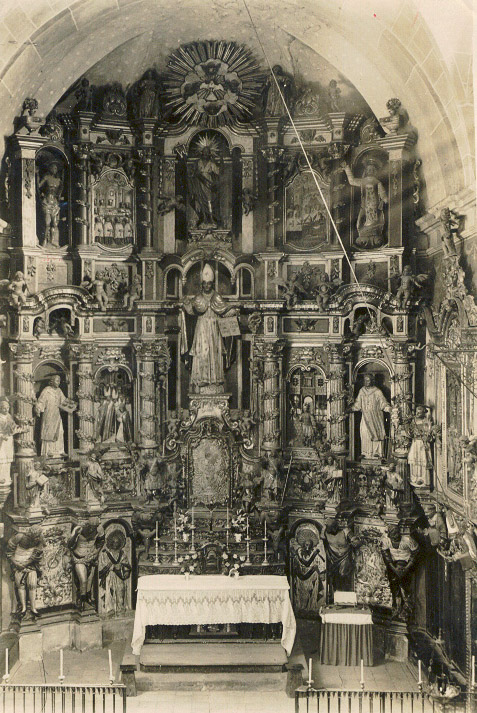
Retaule elaborat per Pau Costa. Imatge que es conserva al Mas Tell

L'església de Sant Fruitós de Llofriu està situada a la part més enlairada del nucli. És un edifici d'una nau amb capelles laterals, absis poligonal i coberta de teula a dues vessants. A l'exterior hi ha contraforts laterals entre les capelles. La porta d'accés és a la façana de migdia, amb pilastres adossades i llinda, i s'hi accedeix a través d'una petita plaça que es troba elevada respecte del nivell del terra del nucli. És una obertura senzilla, d'arc rebaixat, sense decoració. El campanar s'eleva a l'angle nord-oest de l'edifici; és de base quadrada, i presenta arcs de mig punt i coronament amb arcs. La construcció és de pedres sense treballar i grans carreus angulars. Al Sud Est de l'edifici s'adossa la sagristia. En una làpida col·locada a l'exterior del mur de capçalera, ja molt esborrada, s'hi llegeix “3 Maig 17(6)2”. A la llinda d'una finestra de la sagristia hi ha gravat l'any 1751.
Durant la Guerra Civil espanyola fou destruït un retaule de l'altar major d'estil barroc. No se'n coneixia l'autor però segurament va ésser fet sota la influència de l'escultor Pau Costa i del seu deixeble Josep Pol. Es guarden fotografies del retaule a l'Arxiu Municipal de Palafrugell.

## Història

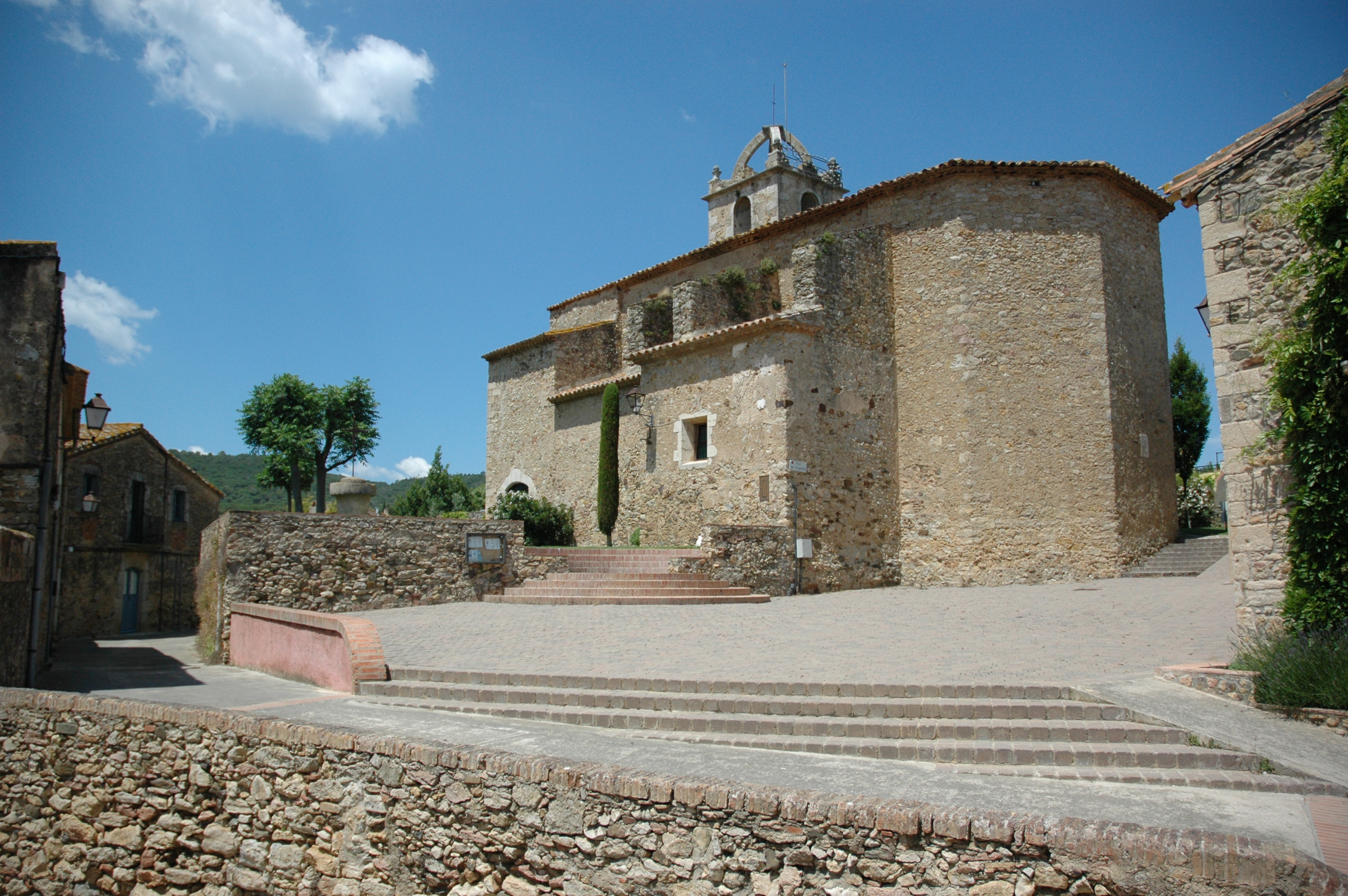
La nau des de migdia

El lloc de “Lofrid” és citat l'any 1062 com a possessió directe del comte.R. Berenguer I. A la Segona meitat del segle xii hi tenia propietat l'abadia de Sant Feliu de Guíxols. A finals del segle xii Alfons el Cast llegà Palafrugell i el seu terme a l'rdre del Sant Sepulcre; el 1250 el priorat de Santa Anna de Barcelona, de dita ordre, en rebé el domini efectiu. L'església és documentada des de 1121, en el testament del clergue Berenguer Amat.
Durant el s.XIV era sufragània de Palafrugell. Esdevinguda independent a principis del s.XVI, tingué com a sufragània Esclanyà.
Actualment el fons documental es troba custodiat per l'Arxiu Diocesà de Girona que ha microfilmat i digitalitzat el fons i n'ha cedit una còpia a l'Arxiu Municipal de Palafrugell.